# Уилсон, Майкл
Майкл Уилсон (англ. Michael Wilson; 1 июля 1914 — 9 апреля 1978) — американский сценарист. Обладатель двух «Оскаров» за лучший адаптированный сценарий.

## Биография
Майкл Уилсон родился 1 июля 1914 года в Оклахоме. Он вырос в католической семье. В 1936 году окончил Университет Беркли в Калифорнии и начал преподавать английский язык. В свободное время писал рассказы для журналов. В 1941 году впервые принял участие в работе над сценарием к кинофильму.
В 1941 году эмигрант из России Грегори Ратофф решил экранизировать новеллу британской писательницы Элеоноры Смит «Балерина». Поставить фильм он взялся на собственной киностудии Gregory Ratoff Productions. К работе над сценарием он пригласил Фредерика Конера, Майкла Уилсона и Пола Трайверс. Съемки были завершены 16 июня. Премьера состоялась 30 октября 1941 года. В прокат фильм вышел под названием «Мужчины в её жизни». Дальнейшая карьера Майкла прервалась участием США в Второй мировой войне. Его забрали в армию, где он проходил службу в корпусе морской пехоты.
По возвращении он подписал контракт о сотрудничестве со студией Liberty Films, которая была основана Фрэнком Капра и Сэмюэлом Дж. Брискин. 1946 года вышел первый фильм студии — «Эта замечательная жизнь». Над сценарием работали несколько человек, в том числе, и сам Фрэнк Капра. К участию в работе был привлечен и Майкл Уилсон. Хотя фильм и не получил ни одной статуэтки киноакадемии, он навсегда вошел в золотой фонд классики Голливуда.
Liberty Films выпустив два года спустя еще один фильм, прекратила своё существование. А Майкл Уилсон в 1949-м вместе с Гарри Брауном и Патриком Кирни начал работу над сценарием по роману Теодора Драйзера «Место под солнцем». Главные роли сыграли Элизабет Тейлор и Монтгомери Клифт. Съемки завершились в марте 1950, а на экран фильм вышел только в 1951. Лента оказалась очень удачной и была номинирована на «Оскар» в девяти категориях. В конце концов, она получила шесть из них, в том числе за лучший адаптированный сценарий. Премию вручили Майклу Уилсону и Гарри Брауну.

## Фильмография
- 1941 — Мужчины в её жизни
- 1946 — Эта замечательная жизнь
- 1951 — Место под солнцем
- 1952 — Пять пальцев
- 1954 — Соль Земли
- 1954 — Прыжок
- 1955 — Суд Билли Митчелла
- 1956 — Дружеское увещевание
- 1957 — Мост через реку Квай
- 1958 — Двуглавый шпион
- 1962 — Лоуренс Аравийский
- 1965 — Кулик
- 1968 — Планета обезьян
- 1969 — Че!